# Zwedru
Zwedru, ook wel Tchien genoemd naar het district waarin het ligt, is een stad in Liberia en is de hoofdplaats van de county Grand Gedeh.
Bij de volkstelling van 2008 telde Zwedru 23.903 inwoners. Veel inwoners behoren tot de Krahn-stam.
Zwedru is de geboorteplaats van de voetballende broers Collins, Paddy en Ola John.

## Geboren
- Collins John (17 oktober 1985), Nederlands voetballer
- Paddy John (23 februari 1990), Nederlands voetballer
- Ola John (19 mei 1992), Nederlands voetballer

## Economie
Ondanks het kleine bevolkingsaantal, is Zwedru een belangrijke handelsstad. Rondom de stad liggen veel rubberplantages en diamantmijnen. Ook vee is er in overvloed. Onder andere rubber, koffie, cacao, tabak en citrusvruchten worden verbouwd en gewonnen in en rond Zwedru. Er worden ook producten als leer, verf en zeep geproduceerd die over de hele wereld worden vervoerd. Zwedru heeft ook een luchthaven, namelijk Luchthaven Tchien.